# 埃氏狗母魚
埃氏狗母魚為輻鰭魚綱仙女魚目合齒魚亞目合齒魚科的其中一種，分布於東太平洋區，從墨西哥至秘魯海域，棲息深度25-275公尺，體長可達20公分，為底棲性魚類，生活在沙泥底質海域，屬肉食性，生活習性不明。